# Agente caotropico
Gli agenti caotropici sono una classe eterogenea di composti organici che possiedono la capacità di rompere i legami idrofobici e i legami idrogeno di acidi nucleici e proteine con conseguente denaturazione dei substrati.
Un esempio pratico del loro utilizzo in laboratorio è il loro fondamentale ruolo nel determinare la struttura primaria di un eteropolimero poiché, grazie alla loro azione, il substrato viene scisso più volte fino ad ottenere tutte le singole unità che lo costituiscono, come ad esempio gli amminoacidi in una proteina. Tra gli agenti caotropici più utilizzati e attivi già a basse concentrazioni si ricordano:
- Formammide,
- Formaldeide,
- Gliossale,
- Tiocianato di guanidinio,
- Ioduro di sodio.

Alcuni agenti caotropici, poi, per lavorare ottimamente sul substrato hanno bisogno di alte concentrazioni. Tra questi ricordiamo:
- Urea (8M),
- Cloruro di guanidinio (6M).

Possono fungere da agenti caotropici anche alcune particolari condizioni chimiche come pH estremi e alte concentrazioni saline.

Tabella riassuntiva degli agenti caotropici sopra citati.